# Ariane 5 ES ATV
Ariane 5 ES ATV är en variant av raketen Ariane 5. Modellen användas för att skjuta upp den obemannade farkosten Automated Transfer Vehicle (ATV) till rymdstationen ISS. Den första uppskjutningen genomfördes den 9 mars 2008.

## Uppskjutningar
| Datum            | Utförande | Nyttolast                |
| 9 mars 2008      | Lyckad    | ATV-001 Jules Verne      |
| 16 februari 2011 | Lyckad    | ATV-002 Johannes Kepler  |
| 23 mars 2012     | Lyckad    | ATV-003 Edoardo Amaldi   |
| 5 juni 2013      | Lyckad    | ATV-004 Albert Einstein  |
| 29 juli 2014     | Lyckad    | ATV-005 Georges Lemaître |